# 낙원정원
낙원정원 또는 파라다이스 가든(paradise garden)은 고대 이란 기원의 정원 형태로, 특히 공식적이고 대칭적이며 대부분 폐쇄된 아케메네스 정원이다. 가장 전통적인 형태는 중앙에 연못을 두고 4개로 분할된 직사각형 정원으로, 차하르 바그(chahar bagh, "4개의 정원")라고 불리는 4겹 디자인이다. 낙원 정원의 가장 중요한 요소 중 하나는 물이며, 연못, 운하, 시냇물, 분수가 모두 공통된 특징이다. 향기는 열매 맺는 나무와 꽃을 그 향기를 위해 선택하는 필수 요소이다.
이슬람 정원이라고도 불린다. 정원의 형태는 무슬림의 아랍 정복 기간 동안 이집트와 지중해 전역에 퍼져 인도와 스페인까지 이르렀다.

## 같이 보기
- 바빌론의 공중 정원